# Saint-Barthélemy (Marseille)
Pour les articles homonymes, voir Saint-Barthélemy.
 (avril 2024).
Si vous disposez d'ouvrages ou d'articles de référence ou si vous connaissez des sites web de qualité traitant du thème abordé ici, merci de compléter l'article en donnant les références utiles à sa vérifiabilité et en les liant à la section « Notes et références ».
Saint-Barthélemy est un quartier de Marseille, situé dans le 14e arrondissement et faisant partie des quartiers nord.
Il est après Sainte-Marguerite le deuxième quartier le plus peuplé de la ville avec 18 655 habitants en 2012.

## Géographie du quartier
Saint-Barthélemy est un quartier situé dans le 14e arrondissement de Marseille ; il se trouve en bordure du centre de la commune. Son relief est varié, alternant plaines et petites collines. Aucun cours d’eau n’irrigue cette zone mais de petites sources donnaient lieu autrefois à une activité agricole. Dans certaines petites zones vertes préservées, il était encore possible d'observer quelques chevreuils en semi-liberté.
Au niveau urbanistique, Saint-Barthélemy est une zone d’habitat varié alternant pavillons, maisons de ville et habitat collectif (social et de standing). Par ailleurs une partie notable du paysage urbain est marqué par un héritage industriel et par la présence de friches. Le quartier en lui-même s’est développé autour de la gare (à 3 km de Marseille-Saint-Charles, sur la ligne Avignon - Marseille).
Le quartier de Saint-Barthélemy peut être divisé en deux zones séparées par le tracé de la voie ferrée d'Aix en Provence :

## Le village de Saint-Barthélemy
Il s’agit de la partie historique du quartier qui s’est développée après la création de la gare de Saint-Barthélemy qui reliait le village à la gare Saint-Charles. Le village est composé de petites maisons de ville de style marseillais traditionnel. Il convient de préciser qu'une première chapelle avait été élevée au XVIIe siècle sur ces lieux et consacrée à saint Barthélemy. L'église actuelle a, pour sa part, été édifiée au XIXe siècle. La plupart des habitations du village datent du XIXe et du début du XXe siècle.
Autrefois très commerçant, le centre village a perdu tout dynamisme commercial dans les années 1980 à la suite de la concurrence d’un centre commercial proche. Les commerces en rez-de-chaussée ont alors été intégrés aux habitations. Malgré la proximité de grands axes de transports, l’atmosphère villageoise des lieux a été, en grande partie, préservée.
Il convient de noter que, dans le cadre de la pénurie de terrains constructibles, la mairie de Marseille a décidé d’urbaniser les terrains situés à proximité du village à partir de 2004 ; ainsi ont été créées les copropriétés de standing des Lavandins, du Parc de la Vigie et du Parc des Impressionnistes (en cours de construction). Le quartier tend donc à se densifier fortement, cette évolution conduisant à la disparition de nombreux espaces verts ou agricole jusqu’alors préservés (alors même que tous ces terrains se trouvaient en bordure de centre-ville). Les axes de circulation n'ont cependant pas été redimensionnés pérennisant l'ancien réseau rural sans adaptation.
Depuis 2006, dans le cadre de cette urbanisation accélérée du quartier, quelques commerces de proximité ont cependant rouvert. Cependant, aucun investissement public n’a  été mené dans le secteur pour tenir compte de la construction de ces lotissements (à l’exception des travaux d’aménagement des voies du futur réseau ferré d’Aix). Les services publics demeurent donc, quantitativement et qualitativement, insuffisants.
En 2007, la gare de Saint-Barthélemy, dont l’activité était devenue quasi nulle faute de desserte, a été détruite dans le cadre de la création de voies destinées à accueillir le train express régional Aix-Marseille. Ces travaux considérables ont fortement modifié l’apparence du village ; le pont de pierre de taille de belle qualité qui surmontait le quartier a été détruit et remplacé par un ouvrage métallique. À l’occasion de ces travaux, plusieurs maisons situées près de la gare ont été abattues et l’accès du quartier n’a désormais plus rien à voir avec celui que l’on peut observer sur certaines cartes postales anciennes. Les travaux de remise en état de l'accès au village n'ont pas été entamés. Par ailleurs, en 2011, à la suite d'un glissement de terrain à l'entrée du village, la mairie de Marseille a fait procéder en urgence à des travaux de mise en sécurité. Pour autant, la question de la préservation du patrimoine villageois du quartier reste posée en l'absence d'intervention des autorités publiques.

## Les cités de Saint-Barthélemy
Cette zone, dont la population est très jeune, a été très fortement urbanisée au XXe siècle, avec la construction de cités comme la Busserine ou Font-Vert. Elle est incluse au sein d'un vaste quartier prioritaire s'étalant jusqu'à Bon-Secours, avec 23 286 habitants au total.
Les industries (savonneries) furent les premières à s’installer dans ce secteur situé à l’ouest des voies ferrées de la SNCF (le village se situant à l’est). Sous l’influence de Gaston Defferre, maire de Marseille, les terrains agricoles ont été urbanisés afin de créer une zone commerciale, un espace urbain collectif (secteur de la Poste) et de nombreuses unités d’habitat collectif social. La quasi-totalité des services publics sont implantés dans cette zone qui regroupe la majorité de la population de Saint-Barthélemy.
L'association « Vivre ensemble dans le Grand Saint Barthélémy » indique que certaines parties du quartier étaient appelées « Campagne Picon » et furent partiellement loties par des bidonvilles spontanés avant leur destruction et leur remplacement par des grands ensembles.
Ce secteur, très populaire dès l'origine, tend cependant à évoluer progressivement: 
Une zone franche urbaine de 414 hectares (qui s'étend également sur 8 autres quartiers des 14e et 15e arrondissements) a été créée pour drainer des entreprises. La ZFU 14e et 15e sud accueille désormais 2 280 établissements au 1er janvier 2007, soit une progression de + 40 % en trois ans ; dans le même temps, 1 805 emplois nets ont été créés sur la zone (source Mairie de Marseille). Par décret du  15 mai 2007 la surface de la ZFU vient d'être accrue de 18,83 hectares supplémentaires.
Enfin la fermeture de certaines usines ou friches libère des terrains pour l'urbanisation (ce qui a parfois prêté à controverse, en particulier dans le cadre de la fermeture de l'usine Maître Prunille ex-Micasar).
Le comité d'intérêt de quartier de Saint-Barthélemy a été reconstitué en 2008.

## Bâtiments remarquables du quartier

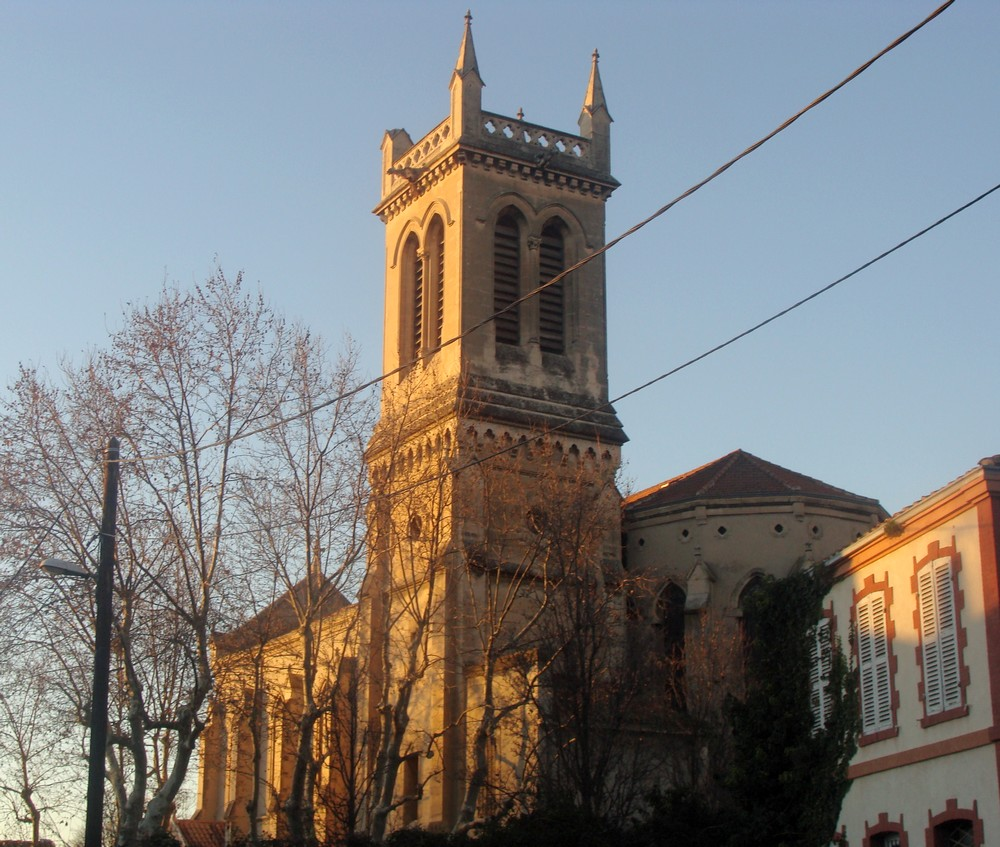
L'église Saint-Barthélémy

- Église de Saint-Barthélemy : l’église a été construite en 1860 sur le site d'une ancienne chapelle, Mgr Mazenod étant évêque de Marseille.
- Maison de retraite Saint-Jean-de-Dieu : belle bâtisse de la fin du XIXe siècle et du début du XXe siècle. Le parc attenant, autrefois très vaste, a été cédé à des promoteurs privés.
- Le ZEF ou Théâtre du Merlan, scène nationale de Marseille, est un centre culturel consacré aux arts vivants.
- Le centre Carrefour-le Merlan, plus important centre commercial du secteur.
- L'ancienne usine Saman-Micasar de conditionnement de dattes, devenue Maître Prunille en 2002 et fermée en 2007, qui conserve encore deux cheminées datant de l'ancienne distillerie Berger qui avait précédé Micasar[3].
- La Savonnerie Fer à Cheval, une des trois savonneries de Marseille fabricant le véritable savon de Marseille.

Proche du village de Saint-Barthélemy mais situé sur le quartier des Chutes-Lavie, le Château Magenta, villa originale construite au XIXe siècle, qui fut la propriété d'un ancien maire de Marseille, Eugène Pierre.